# NMBS Type 18
De locomotief Type 18 was een stoomlocomotief van de Nationale Maatschappij der Belgische Spoorwegen in dienst vanaf 1902. Een exemplaar, 18.051, staat in het museum Train World.
De Type 18 werd vanaf 1908 vooral ingezet voor bloktreinen.
De Type 18 is een Engels klassiek model, ontworpen door de  ingenieur John Farquharson McIntosh van de schotse maatschappij Caledonian Railway. Het had drijfwielen met een diameter van 1,980 m.